# 雨果·根斯巴克

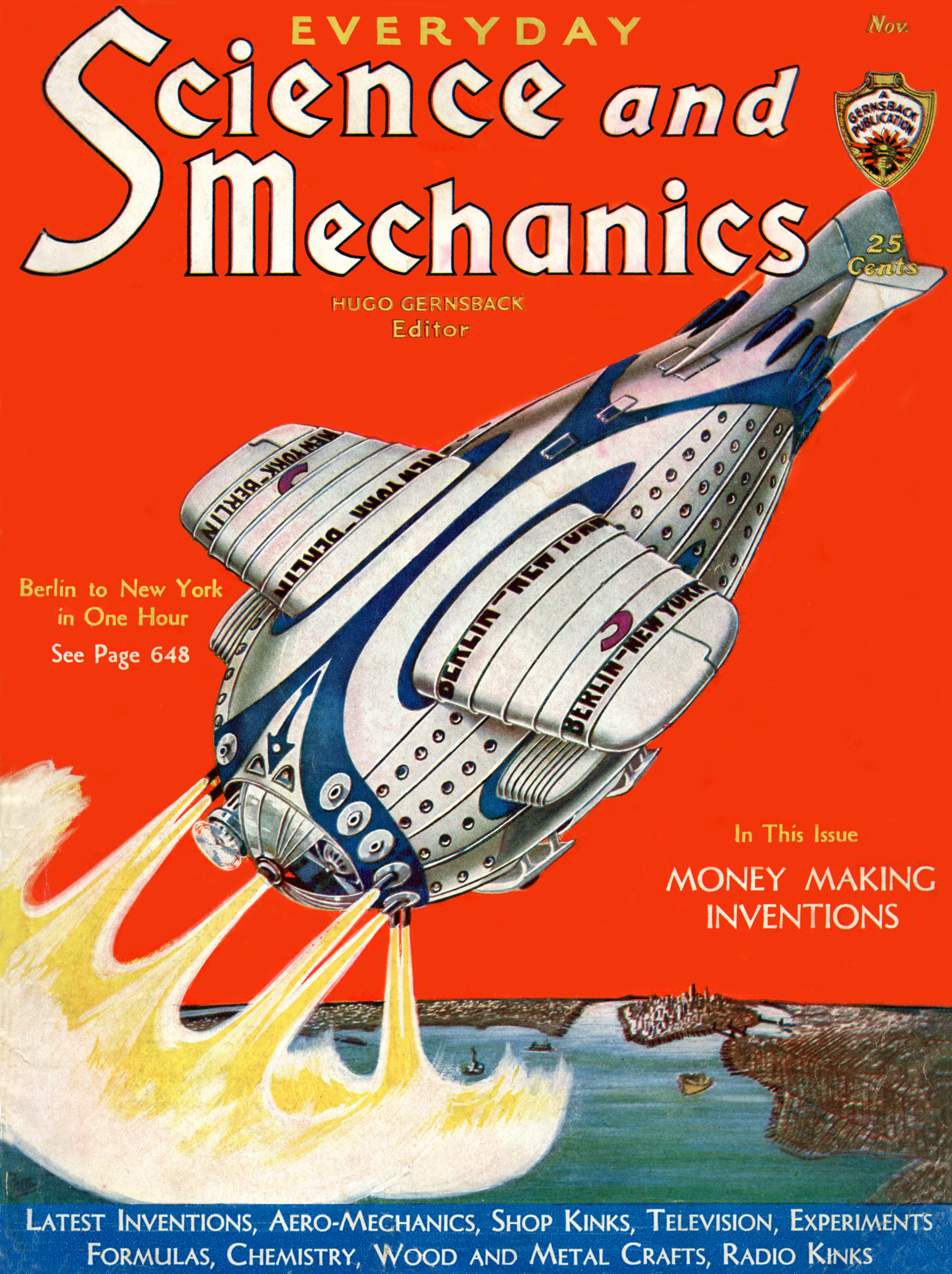
1931年11月《每日科学和机械》（Everyday Science and Mechanics）杂志封面，雨果·根斯巴克发表文章“柏林到纽约小于1小时！”，弗兰克·保罗绘制插图。设计中的飞船将在700英里高空飞行，在1个小时从柏林飞抵纽约。文中提到，飞船起飞的最初几分钟，巨大的加速度将使乘客感到不适。人工制冷系统将防止乘客和飞船过热。一个需要解决的问题是旅行所需的燃料的重量。

雨果·根斯巴克（Hugo Gernsback，/ˈɡɜːrnzbæk/；1884年8月16日—1967年8月19日），美国卢森堡裔发明家、作家、杂志出版商，他最著名的出版刊物包括第一本科幻小說雜誌——《驚奇故事》。他对出版界的贡献巨大，有时与儒勒·凡尔纳和赫伯特·乔治·威尔斯一起被称为“現代科幻小说之父”。為了紀念他為科幻小說做出的貢獻，世界科幻大會的年度最佳獎項被命名为“雨果奖”。
根斯巴克也被認為是業餘無線電的先驅。

## 個人生活
1884年8月16日，雨果·根斯巴克出生在盧森堡市的一個較為富裕猶太人家庭中。1904年，根斯巴克移居美國，隨後加入美國國籍，成為了歸化公民。他一生共結過三次婚：1906年與羅絲·哈維（Rose Harvey）結婚，1921年與多萝西·坎特罗维茨（Dorothy Kantrowitz）結婚，1951年與瑪麗·漢徹（ Mary Hancher）結婚。1925年，他創立了WRNY廣播電台，該電台節目從紐約市羅斯福飯店18樓播出。1928年，WRNY播出了第一批電視電視節目。
在創作科幻小說之前，根斯巴克是電子行業的企業家，他從歐洲進口無線電子零器件到美國，幫助普及業餘“無線”。1908年4月，他創辦了世界上第一本關於電子與無線電的雜誌——《現代電子》，該雜誌最初名為“無線”。雖然該雜誌的封面聲明它是目錄，但大多數歷史學家指出，“目錄”內容包含了文章、特寫和情節，使之實質上屬於雜誌。
1909年1月，在根斯巴克的贊助下，美國無線協會成立，短短一年之內，該協會成員數量就達到了一萬名。1912年，他說：估計美國有40萬人參與業餘無線電廣播。1913年，他創辦了一本類似於《現代電子》的雜誌——《電氣實驗家》。雜誌《電氣實驗家》最開始關注於刊登與無線電有關的科學文章，從1920年開始，刊登的文章題材開始以科學和發明為主。在這些雜誌中，根斯巴克開始把科幻小說和科學新聞學放在一起刊登出來，其包括他寫的小說《拉爾夫124C 41+》。小說《拉爾夫124C41+》（《Ralph 124C 41+》）從1911年4月起，在雜誌《現代電子》連載了12個月。1919年，雨果·根斯巴克為無線電愛好者創辦了名為《無線電新聞》的雜誌。
1967年8月19日，雨果·根斯巴克在紐約市的羅斯福醫院中逝世（位於今西部西奈山醫院），終年83歲。